# Sigvard Hansen
Sigvard Marius Hansen (født 23. maj 1859 i København, død 27. marts 1938 i Hellerup) var en dansk maler.
Hansen var i porcelænsmalerlære på Aluminia i København og på Kunstakademiet 1876-83 uden at fuldføre.
Sigvard Hansen malede hovedsagelig landskaber, men også interiører. Iøjnefaldende og idylliske motiver samt teknisk dygtighed gjorde Hansen til en af sin generations populære kunstnere. Hansen var med til etableringen af Ørnebjergkolonien nord for Rebild.

## Hæder
- 1886 Den Sødringske Opmuntringspræmie
- 1886, 1893, 1902 Kunstakademiet
- 1895 De Bielkeske Legater

| - Værker af Sigvard Hansen - Helsingørs skibsbro, 1884 - En vintermorgen, 1888 - Maleren Peder Mønsted ved staffeliet, 1895 - Lyshåret dreng i matrostøj, 1905 - Familien Dahl – Agnete, Frederik og Bothilde Dahl – i dagligstuen på Moesgaard, 1920 - Udsigt over Ravello (en) fra klosteret San Cataldo, 1925 - Interiør fra herregården Moesgaard, 1932 |